# サンバーナーディーノ・バレー
サンバーナーディーノ・バレー（英: San Bernardino Valley）は、アメリカ合衆国カリフォルニア州南部、トランスバース山脈の南側麓にあるバレー（川の流域を中心とした平原であり、谷ではない）である。その領域は北をサンガブリエル山脈東部とサンバーナディーノ山脈で仕切られ、東はサンジャシント山脈、南と西はサンタアナ山脈とポモナ・バレーで切られている。総面積は約100平方マイル (260 km2)あり、標高はバレーの底にあたるチノ市近くでの 180 m (590 フィート) から サンバーナーディーノ市やレッドランズ市近くでの 420 m (1,380 フィート) まで変化している。

## 地質

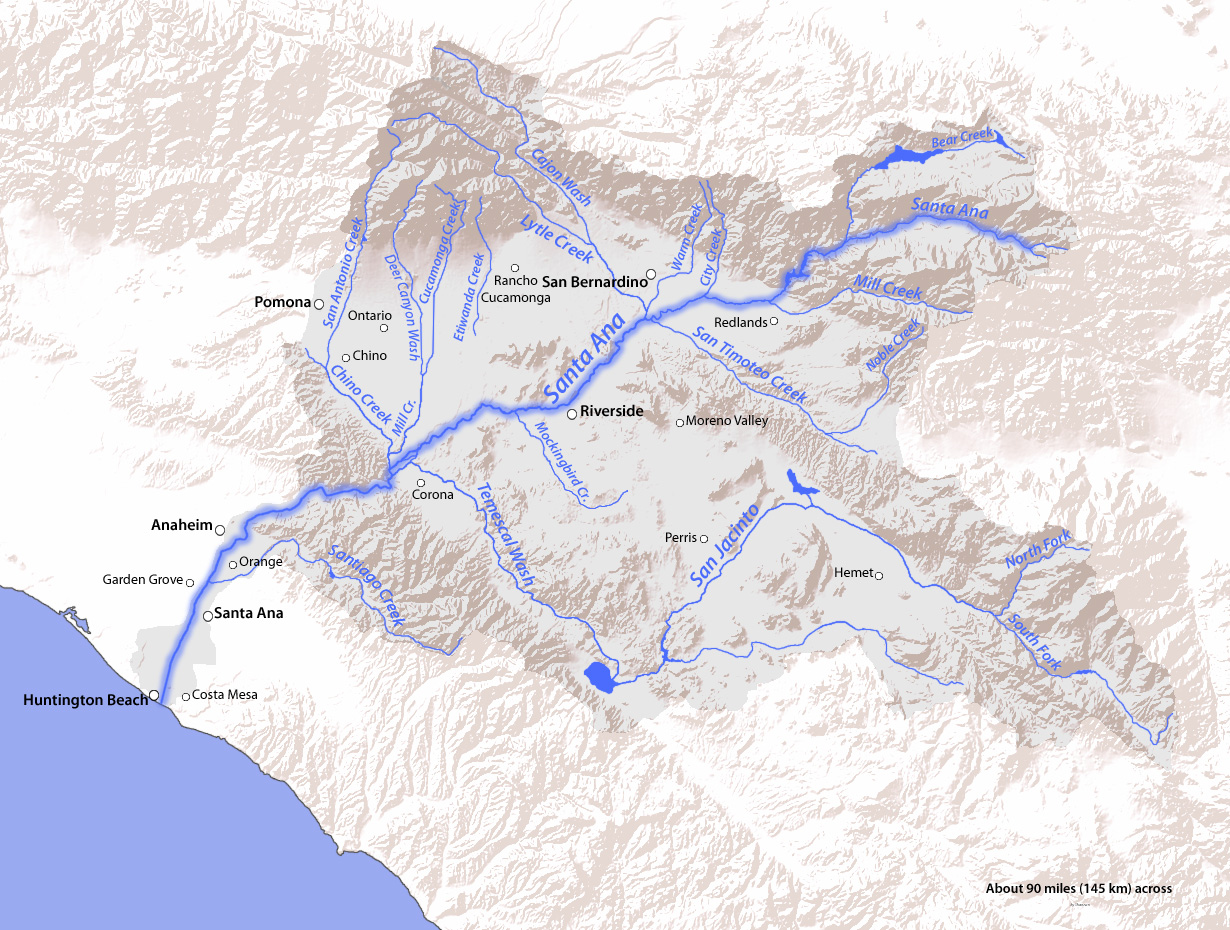
サンタアナ川。中央の山脈に囲まれた地域がサンバーナーディーノ・バレー

サンバーナーディーノ・バレーはサンタアナ川の2つある流域平野の1つ、インランド・サンタアナ盆地に広がっている。バレーの余った水を取り込んだこの流域の表面下には、地下帯水層に水を捉える幾つかの大きな地下水盆地がある。それらはチノ、リアルト・コルトン、リバーサイド・アーリントン、サンバーナーディーノ（バンカーヒル）、ユカイパおよびサンティモテオの各小盆地である。サンバーナーディーノあるいはバンカーヒル小盆地は北東をサンバーナディーノ山脈、北西をサンガブリエル山脈、南西をサンティモテオ悪地、南東をクラフトンヒルズで仕切られている。

### 断層帯
サンアンドレアス断層とサンジャシント断層がそれぞれサンバーナディーノ山脈とサンジャシント山脈に沿ってこのバレーに入っている。この2つの断層線はサンバーナーディーノ市で10 km 足らずまで接近しており、カホン峠に近い盆地の北西部では3 km 足らずとなる。

## 地理
サンバーナーディーノ・バレーは北、東および南の山脈から流れ出る急流がサンタアナ川盆地に集まり、リバーサイド郡とオレンジ郡を抜けて海に達するところにある。サンバーナーディーノ・バレーは元々セラノ族などインディアンが住んでいた。この地域に入植した初期の民はモルモン教徒であり、現在でもそこそこの人口がある。
随筆家ジョーン・ディディオンはその随筆『金の夢をみる数人の夢想家』の中で、サンバーナーディーノ・バレーのことを「...ある意味で外国の場所。亜熱帯の薄明と太平洋の柔らかい西風のあるカリフォルニア海岸部ではなく、山脈の直ぐ向こうにあるモハーヴェ砂漠につきまとわれ、時速100マイルで峠を吹き降りてきて神経を逆撫でる暑く乾燥したサンタアナ風によって荒廃させられる厳しいカリフォルニアである。」と表現している。

## 気候
サンバーナーディーノ・バレーの気候は地中海性気候であり、冷涼から寒冷で、雨が多く、（東端と北部で）場合によっては雪が降る冬と、乾燥し暑い夏が特徴である。通常州間高速道路210号線より北、同215号線の東は冬に寒く、時には降雪がある。湿地帯や高地ではセージの低木とユッカの木が優勢な自然植生であり、標高600ないし700 m ではシャパラルに移行して行く。その他の植生としては、草原、水辺の林、および混合硬木樹林の組み合わせであり、バレーの北と東の山脈を区切っている。サンタアナ風がカホン峠からバレーに吹き降ろし、サンガブリエル山脈とサンバーナーディーノ山脈の間のバレー北端から出て行く。秋季に暖かく乾燥した空気が近くのカホン峠を抜ける時に狭められて速度を速めるので、サンバーナーディーノ地域では特に強く感じられる。この現象が起こると、丘陵部、渓谷および山の村では山火事の危険性が著しく増加する。これには寒冷で湿った冬と乾燥した夏のサイクルが助長することになる。
| サンバーナーディーノの気候        | サンバーナーディーノの気候 | サンバーナーディーノの気候 | サンバーナーディーノの気候 | サンバーナーディーノの気候 | サンバーナーディーノの気候 | サンバーナーディーノの気候 | サンバーナーディーノの気候 | サンバーナーディーノの気候 | サンバーナーディーノの気候 | サンバーナーディーノの気候 | サンバーナーディーノの気候 | サンバーナーディーノの気候 | サンバーナーディーノの気候 |
| 月                                | 1月                        | 2月                        | 3月                        | 4月                        | 5月                        | 6月                        | 7月                        | 8月                        | 9月                        | 10月                       | 11月                       | 12月                       | 年                         |
| --------------------------------- | -------------------------- | -------------------------- | -------------------------- | -------------------------- | -------------------------- | -------------------------- | -------------------------- | -------------------------- | -------------------------- | -------------------------- | -------------------------- | -------------------------- | -------------------------- |
| 平均最高気温 °C （°F）            | 17 (62)                    | 19 (66)                    | 20 (68)                    | 22 (71)                    | 25 (77)                    | 33 (91)                    | 39 (102)                   | 39 (103)                   | 32 (89)                    | 27 (80)                    | 22 (71)                    | 18 (64)                    | 24 (75)                    |
| 平均最低気温 °C （°F）            | 1 (34)                     | 13 (55)                    | 5 (41)                     | 8 (46)                     | 10 (50)                    | 12 (53)                    | 16 (60)                    | 16 (60)                    | 14 (57)                    | 10 (50)                    | 6 (42)                     | 3 (37)                     | 8 (46)                     |
| 出典：weatherbase.com August 2010 |                            |                            |                            |                            |                            |                            |                            |                            |                            |                            |                            |                            |                            |

## 都市化地域

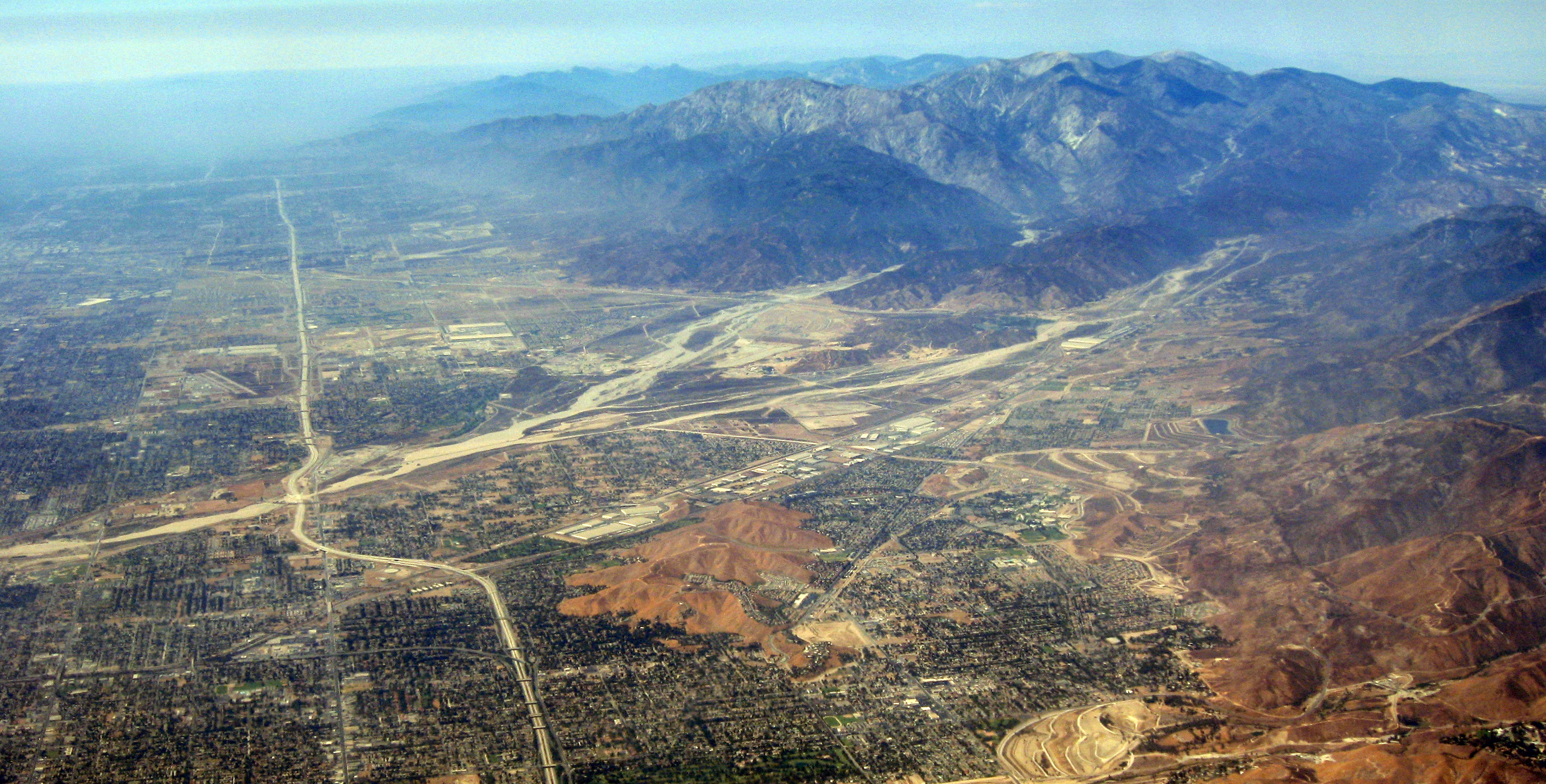
サンガブリエル山脈とサンバーナーディーノ山脈が接近する地域。縦に走っている道路が州間高速道路210号線。横に走っている道路が同215号線でカホン峠に向かう。

サンバーナーディーノ・バレーではかなりの数の都市や町が近くのロサンゼルス市やオレンジ郡に働きに行く住民の多いベッドタウンであるが、州と郡に対して重要な交通中心であり続けている。約112キロメートル東にはロサンゼルス港やロングビーチ港があり、国内向け貨物の高い比率を扱っていると共に、列車やトラックに載せてこのバレーを通り世界へ輸出される製品も扱っている。ユニオン・パシフィック鉄道とBNSF鉄道がバレーを抜ける線を所有している。さらにBNSF鉄道はサンバーナーディーノ市にインターモーダル輸送設備を持っている。また2本の州間高速道路やその補助道路も通っている。バレーの北にある山岳部の町は幾つかのカリフォルニア州道が走っている。大量輸送の列車とバスはどちらもバレーの中で使われている。また空路による人と物の移動はオンタリオ国際空港や幾つかの一般用途空港を通じて可能である。2つ目の国際空港としてサンバーナーディーノ国際空港が開発中である。都市化された地域は雑誌フォーブスで、アメリカ合衆国の中で最も不健康な通勤地の1つに挙げられた。

### 都市
サンバーナーディーノ・バレーにある主要都市は以下の通りである。
| - コルトン - カリメサ - フォンタナ - グランドテラス - ハイランド | - ロマリンダ - オンタリオ - ランチョクカモンガ - レッドランズ - リアルト | - サンバーナーディーノ - ユカイパ |

### 高規格道路
著名なアメリカ国道66号線の一部がハイ・デザートを抜ける途中で州間高速道路15号線と交差している。州間高速道路10号線はポモナでバレーに入り、サンゴルゴニオ峠を越えて東に抜け、ロー・デザートに入る。
| 州間高速道路 - サンバーナーディーノ・フリーウェイ（州間高速道路10号線） - 州間高速道路15号線 - フットヒル・フリーウェイ（州間高速道路210号線） - 州間高速道路215号線 | カリフォルニア州道 - カリフォルニア州道18号線 - カリフォルニア州道38号線 - カリフォルニア州道66号線 - カリフォルニア州道138号線 - カリフォルニア州道210号線（元 カリフォルニア州道30号線） - カリフォルニア州道330号線 |

### 鉄道
サンバーナーディーノ・バレーにはユニオン・パシフィック鉄道とBNSF鉄道の2本の幹線が通っている。どちらもバレー内に大きな操車場があり、国内物流の重要拠点である。ユニオン・パシフィック鉄道の線は南からバレーに入り、BNSF鉄道の線はコルトンとグランドテラスから入っている。両線はコルトン・クロッシングまで北上し、そこから東に向かう。ユニオン・パシフィック鉄道は、買収するまでサザン・パシフィック鉄道の線だった2つ目の線も持っている。この線は西のオンタリオからバレーに入り、ロマリンダまでは州間高速道路10号線に並行し、そこから南東にバレーを抜けている。BNSF鉄道の線はコルトン・クロッシングでインターモーダルと車の輸送場に入りそこで東に約1マイル (1.6 km) 進む。その後再び北に転じ、州間高速道路215号線に沿ってデボアで州間高速道路15号線と出逢い、カホン峠を抜けてバレーを出る。ユニオン・パシフィック鉄道もカホン峠を抜ける線を所有している。コルトンにあるコルトン・クロッシングは2社の線が交差する地点である。